# Galeus longirostris
Galeus longirostris  (лат.) — малоизученный вид рода пилохвостов, семейства кошачьих акул (Scyliorhinidae). Обитает в северо-западной части Тихого океана. Максимальный размер 80 см.

## Таксономия
Первый известный образец был пойман донным ярусом у острова Огасавара в 1983 году. Новый вид был описан Хироюки Татикавой и Тору Таниути в 1987 году в выпуске японского ихтиологического журнала. Видовой эпитет лат.  longirostris происходит от слов лат. longus, что означает «длинный», и лат. rostrum — «морда». Голотип представляет собой самку длиной 68 см, пойманную у берегов Амами Осима. Этот вид наиболее близок Galeus nipponensis.

## Ареал и среда обитания
Galeus longirostris обитают у берегов южной Японии, у островов Амами Осима, Огасавара и Идзу. Этот глубоководный вид населяет верхнюю часть материкового склона на глубине 350—550 м.

## Описание
Galeus longirostris — один из самых крупных представителей рода пилохвостов. Максимальная длина составляет 80 см. У этой акулы плотное тело и приплюснутая голова. Морда удлинённая с закруглённым кончиком. Овальные глаза вытянуты по горизонтали, они оснащены рудиментарным третьим веком, позади глаз имеются крошечные дыхальца. Под глазами расположены небольшие выступы. Ноздри разделены треугольными кожными складками. Рот широкий и изогнутый в виде арки, по углам расположены довольно длинные борозды. На каждой челюсти имеются по 60—70 зубных рядов. Каждый зуб оснащен центральным острыми 3—6 латеральными маленькими зубцами. Пять пар коротких жаберных щелей. Пятая жаберная щель расположена на уровне грудных плавников.
Спинные плавники имеют почти треугольную форму с тупой вершиной. Основание первого спинного плавника находится над второй половиной основания брюшных плавников. Второй спинной плавник по форме схож с первым, но немного меньшего размера. Его основание находится над серединой основания анального плавника. Грудные плавники большие и широкие, с закруглёнными концами. Брюшные плавники среднего размера. У самцов имеются очень длинные птеригоподии, которые достают до основания анального плавника, на их внутренней поверхности расположен участок с крючками. Основание анального плавника составляет 11—13 % от общей длины тела и равно расстоянию между анальным и брюшными плавниками. Хвостовой стебель сжат по бокам. Хвостовой плавник низкий, с маленькой нижней лопастью и вентральной выемкой возле кончика верхней лопасти. Тело покрыто мелкими, перекрывающими друг друга плакоидными чешуйками, каждая из которых несёт горизонтальный хребет и три маргинальных зубчика. На передней части дорсального края хвостового плавника имеется характерный пилообразный гребень, сформированный крупными чешуйками. Окрас тёмно-серого цвета, брюхо светлое. Свободные концы спинных и грудных плавников имеют белую окантовку, рудные и анальный плавники темнее общего окраса. Внутренняя поверхность рта окрашена в светло-серый цвет. У молодых акул под спинными плавниками и на хвосте имеются бледные пятна седловидной формы. У акул, обитающих у берегов острова Амами Осима под грудными плавниками есть бледные сероватые пятна.

## Биология и экология
Самцы и самки достигают половой зрелости при длине 66—71 см и 68—78 см соответственно.

## Взаимодействие с человеком
В качестве прилова Galeus longirostris попадают в сети при донном тралении.